# Vullnet Basha
Pour les articles homonymes, voir Basha.
Vullnet Basha, né le 11 juillet 1990, est un footballeur suisse d'origine albanaise évoluant actuellement au poste de milieu défensif au Ionikos Nikaia.
Il a un frère également footballeur, Migjen Basha.

## Biographie
Après avoir joué des matchs internationaux avec les équipes juniors de la Suisse, Vullnet Basha choisit finalement de suivre la voie de son frère aîné, et choisit donc de jouer pour l'Albanie, avec laquelle il joue son premier (et seul) match le 14 août 2013 contre l'Arménie.
Basha joue un match en Ligue Europa avec le club de Lausanne-Sport en septembre 2010.